# Hooge (Schiff, 2018)
Die Hooge ist ein Arbeitsschiff des Landesbetriebs für Küstenschutz, Nationalpark und Meeresschutz Schleswig-Holstein.

## Geschichte und Einsatz
Das Schiff wurde auf der Werft SET Schiffbau- u. Entwicklungsgesellschaft Tangermünde gebaut. Die Kiellegung erfolgte im Juli 2017, der Stapellauf am 13. April 2018. Getauft wurde das Schiff am 31. Mai 2018 in Husum. Taufpatin war die Staatssekretärin im Ministerium für Energiewende, Landwirtschaft, Umwelt, Natur und Digitalisierung des Landes Schleswig-Holstein, Anke Erdmann. Das Schiff ersetzt einen gleichnamigen Vorgängerbau, der 34 Jahre im Dienst war.
Die Baukosten des Schiffes, ein Schwesterschiff der 2016 in Dienst gestellten Oland, beliefen sich auf 4,2 Mio. Euro. Das Schiff ist nach der Hallig Hooge benannt.
Das Schiff wird im Küstenschutz der schleswig-holsteinischen Nordseeküste und der vorgelagerten Inseln und Halligen eingesetzt. Außerdem kann es mit einer Schlickegge für das Räumen der Außentiefs eingesetzt sowie für Mess- und Peilfahrten eingesetzt werden. Hierfür und für die Überprüfung und Protokollierung durchgeführter Bau- und Instandsetzungsarbeiten ist es mit einem Lot- und Vermessungssystem ausgestattet. Schließlich kann das Schiff auch für ökologisches Monitoring im Nationalpark Schleswig-Holsteinisches Wattenmeer eingesetzt werden, z. B. die Bestandserfassungen von Seevögeln und Meeressäugern.

## Technische Daten und Ausstattung
Der Antrieb erfolgt durch zwei Volvo-Penta-Dieselmotoren der Baureihe D9 mit jeweils 221 kW Leistung. Die Motoren wirken über Getriebe auf zwei Propeller. Das Schiff erreicht eine Geschwindigkeit von rund 10 kn. Für die Stromerzeugung steht ein Generator mit 163 kVA Scheinleistung zur Verfügung, der von einem Volvo-Penta-Dieselmotor der Baureihe D7 angetrieben wird. Ein Not- und Hafengenerator wird luftgekühlt und übernimmt die Stromversorgung, wenn das Schiff trockengefallen ist. Das Schiff ist mit einem Bugstrahlruder ausgestattet, das als hydraulischer Wasserstrahlantrieb ausgelegt ist.
Auf dem Achterdeck ist ein Kran installiert, mit dem Materialien bewegt, aber auch Seezeichen oder Messgeräte ins Wasser gesetzt oder geborgen werden können.
Der flache Boden des Schiffsrumpfes erlaubt das Trockenfallen des Schiffes im Wattenmeer.